# Episodi de L'ispettore Barnaby (diciottesima stagione)
La diciottesima stagione del telefilm L'ispettore Barnaby è andata in onda nel Regno Unito dal 6 gennaio al 17 febbraio 2016 sul network ITV.
In Italia, la stagione va in onda su LA7 dal 3 dicembre 2016 al 14 gennaio 2017.
| nº | Titolo originale            | Titolo italiano        | Prima TV Regno Unito | Prima TV Italia  |
| -- | --------------------------- | ---------------------- | -------------------- | ---------------- |
| 1  | Habeas Corpus               | Habeas Corpus          | 6 gennaio 2016       | 3 dicembre 2016  |
| 2  | The Incident at Cooper Hill | Il caso di Cooper Hill | 13 gennaio 2016      | 10 dicembre 2016 |
| 3  | Breaking the Chain          | Rompere la catena      | 27 gennaio 2016      | 17 dicembre 2016 |
| 4  | A Dying Art                 | Crimini scolpiti       | 3 febbraio 2016      | 22 dicembre 2016 |
| 5  | Saints and Sinners          | Santi e peccatori      | 10 febbraio 2016     | 7 gennaio 2017   |
| 6  | Harvest of Souls            | Raccolto di anime      | 17 febbraio 2016     | 14 gennaio 2017  |